# Nanterre
Nanterre là một xã của tỉnh Hauts-de-Seine, thuộc vùng hành chính Île-de-France của nước Pháp, có dân số là 84.281 người (thời điểm 1999).

## Các thành phố kết nghĩa
- Craiova, România
- Novgorod, Nga
- Tlemcen, Algérie
- Watford, Vương quốc Anh
- Zilina, Slovakia

## Những người con của thành phố
- Genoveva của Paris, thánh bảo hộ của Paris
- François Henriot, nhà cách mạng